# Campori
Os camporis ou camporees são grandes reuniões realizadas pela Igreja Adventista do Sétimo Dia (IASD), através de seus campos missionários (Associações, Uniões e Divisões), normalmente para desenvolver atividades pertinentes ao clube de Desbravadores. Uma variante do campori é o "aventuri" (também escrito como "aventuree"), que preserva o mesmo formato, adaptando poucas atividades para o público que participa deste: crianças entre 6  e 9 anos do Clube de Aventureiros.
O movimento escoteiro também realiza camporees, mas não com a mesma frequência e abrangência dos realizados pelo Clube de Desbravadores.

## No Clube de Desbravadores

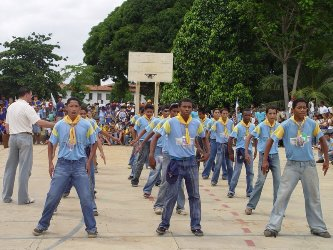
Desbravadores executando comandos de ordem unida, durante o camporee "Fiel a Toda Prova" em Uruará no Brasil em 2005.

Os camporis são organizados em torno de grandes acampamentos, comumente em praças e/ou terrenos cedidos pela prefeitura da cidade-sede do evento. Nestes locais, os desbravadores montam toda a infra-estrutura para que seus clubes estejam estacionados e possam participar das atividades propostas, geralmente pontuadas e com premiações, pela organização do evento. Entre as muitas atividades, realizam-se concursos bíblicos e de música, desfiles em ordem unida, similares aos desfiles militares, e por vezes, há atividades de cunho sócio-ambiental envolvendo toda a comunidade local. O objetivo principal do camporee adventista é levar o juvenil a ter uma relação mais próxima com Deus.
No âmbito das Divisão os camporis são realizados de 10 em 10 anos geralmente, nas Uniões de 5 em 5 anos e nas Associações de 2 em 2 anos geralmente.
Entre 09 a 11 de Outubro de 1953, a Associação Sul da Nova Inglaterra promoveu o primeiro camporee de desbravadores em Ashburnham em Massachusetts, nos Estados Unidos. Considera-se também como primeiro camporee de desbravadores, o que foi realizado entre os dias 7 e 9 de maio de 1954 em Idyllwild-Pine Cove na Califórnia. Desde então vários camporees de desbravadores se sucederam em diversas partes do mundo.

## Escotismo
No escotismo o camporee é um acampamento de nível local, que normalmente é realizado antes de um jamboree (que é o principal acampamento escoteiro), de forma a preparar os escoteiros na prática para o acampamento principal.